# Misho Amoli
Misho Amoli (* 2. prosince, Sofie, Bulharsko), známý také jako on-line Misho nebo Mihail Amoli, je španělský youtuber, model a producent.

## Životopis
Misho Amoli se narodil v Bulharsku v roce 1991. V jeho deseti letech se přestěhoval do Madridu, kde začal na Instagramu vytvářet obsah o módě a teniskách. Později udělal skok také na YouTube, Twitch a TikTok.

## Kariéra
Začal ve světě módy, když si otevřel svůj první blog s názvem Back To Minimal, kde za pouhých pár měsíců získal více než 250 000 odběratelů. Později ve stejném roce se rozhodl projekt opustit a soustředit se hlavně na YouTube a Instagram.
V roce 2021 začal se svou nejdůležitější sérií na YouTube s názvem What Are People Wearing in, kde ukazuje, jak se lidé oblékají na ulici v různých částech Španělska a ve světě.
Jeho poslední hudební projekt byl později v témže roce vydáním jeho EP s názvem Sample Sessions složeného ze 7 skladeb s různými ukázkami soulu, jazzu, reggae a klasické hudby.